# Perłówka

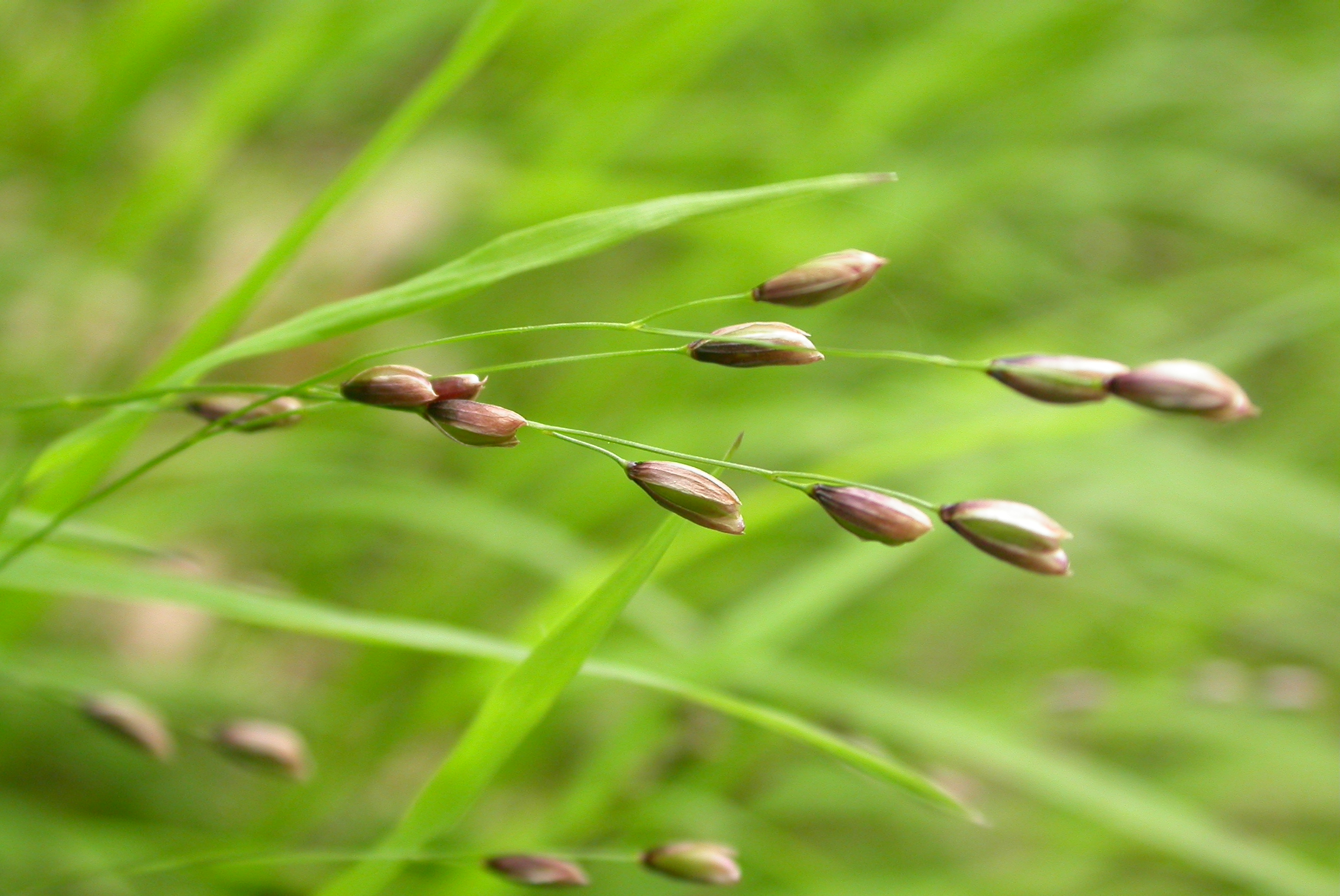
Perłówka jednokwiatowa

Perłówka (Melica L.) – rodzaj roślin należący do rodziny wiechlinowatych. Liczy 90 gatunków. Rośliny te występują na obu półkulach w strefach klimatu umiarkowanego i podzwrotnikowego. W Polsce rośnie 5 gatunków. Rośliny te występują w różnych siedliskach, włącznie z lasami. Niektóre gatunki uprawiane są jako ozdobne. 

## Rozmieszczenie geograficzne

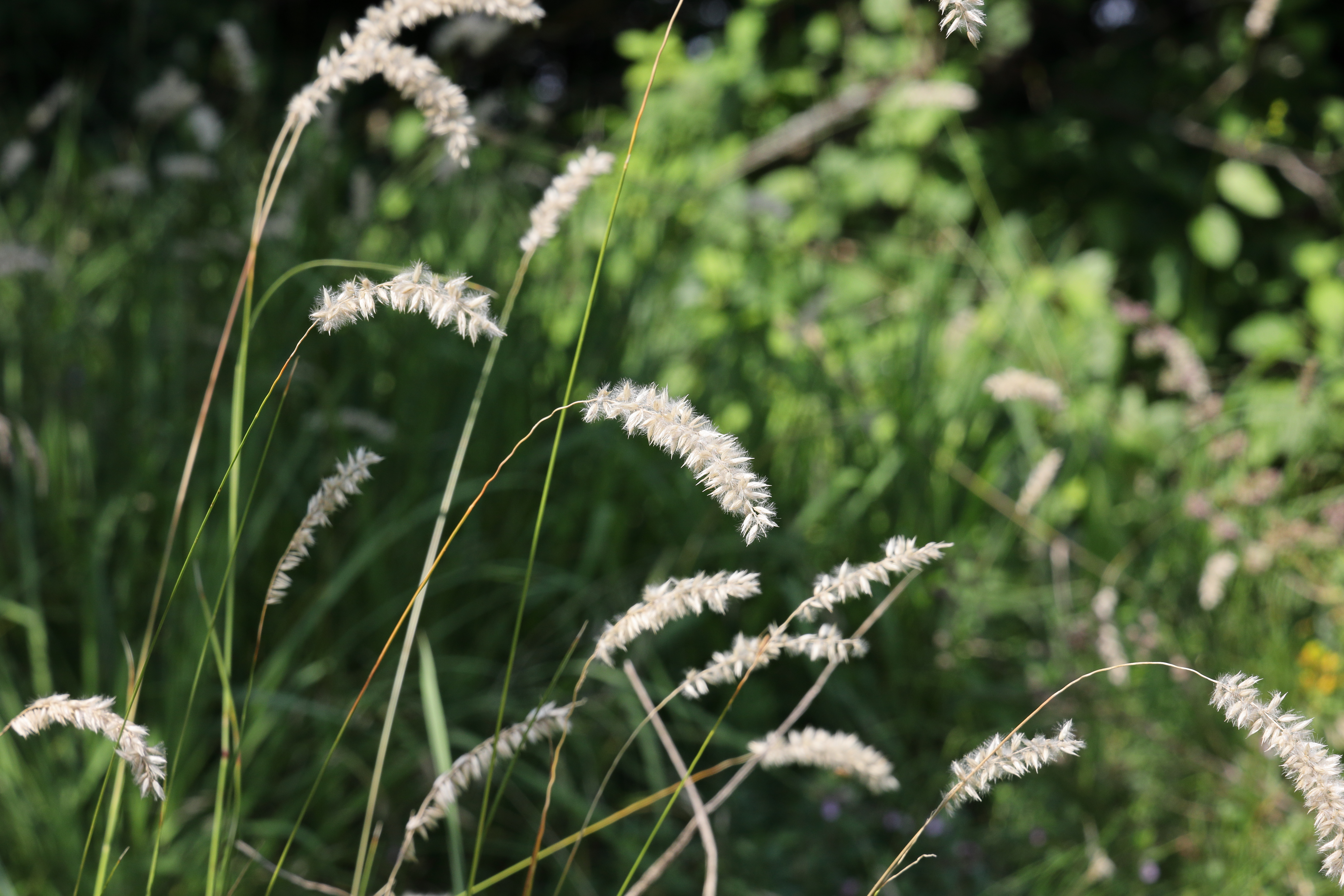
Perłówka siedmiogrodzka

Zasięg rodzaju obejmuje wszystkie kontynenty z wyjątkiem Antarktydy i Australii, przy czym nie obejmuje obszarów w strefie równikowej i okołobiegunowej. Rodzaj najbardziej zróżnicowany jest na półkuli północnej w strefie umiarkowanej i podzwrotnikowej – w Ameryce Północnej występuje 19 gatunków, w Chinach – 23, w Europie – 10. Do flory Polski należy 5 gatunków. 
Gatunki flory Polski
- perłówka jednokwiatowa Melica uniflora Retz.
- perłówka kolorowa Melica picta K.Koch
- perłówka siedmiogrodzka Melica transsilvanica Schur
- perłówka wyniosła Melica altissima L. – zadomowiony antropofit
- perłówka zwisła, p. jednostronna Melica nutans L.

Wśród gatunków krajowych błędnie wymieniana była perłówka orzęsiona Melica ciliata – po weryfikacji okazało się, że tak identyfikowane rośliny były w istocie perłówkami siedmiogrodzkimi.

## Systematyka
Pozycja systematyczna
Rodzaj z rodziny wiechlinowatych Poaceae, w obrębie której klasyfikowany jest do podrodziny Pooideae i plemienia Meliceae.
Wykaz gatunków
- Melica altissima L. – perłówka wyniosła
- Melica amethystina Pourr.
- Melica animarum Muj.-Sall. & M.Marchi
- Melica argentata É.Desv.
- Melica argyrea Hack.
- Melica aristata Thurb. ex Bol.
- Melica arzivencoi Valls & Barcellos
- Melica × aschersonii M.Schulze
- Melica bocquetii Talavera
- Melica bonariensis Parodi
- Melica brasiliana Ard.
- Melica brevicoronata Roseng.
- Melica bulbosa Porter & J.M.Coult.
- Melica californica Scribn.
- Melica canariensis W.Hempel
- Melica capillaris Banks & Sol.
- Melica cepacea (Phil.) Scribn.
- Melica chatkalica Lazkov & Usupbaev
- Melica chilensis J.Presl
- Melica ciliata L. – perłówka orzęsiona
- Melica commersonii Nees ex Steud.
- Melica cupani Guss.
- Melica decipiens Caro
- Melica dendroides Lehm.
- Melica eligulata Boiss.
- Melica eremophila Torres
- Melica frutescens Scribn.
- Melica fugax Bol.
- Melica geyeri Munro ex Bol.
- Melica glabrescens (Torres) Torres
- Melica harfordii Bol.
- Melica × haussknechtii W.Hempel
- Melica hunzikeri Nicora
- Melica hyalina Döll
- Melica imperfecta Trin.
- Melica kozlovii Tzvelev
- Melica lilloi Bech.
- Melica longiflora Steud.
- Melica longiligulata Z.L.Wu
- Melica macra Nees
- Melica minor Hack. ex Boiss.
- Melica minuta L.
- Melica mollis Phil.
- Melica montezumae Piper
- Melica mutica Walter
- Melica nitens (Scribn.) Nutt. ex Piper
- Melica nutans L. – perłówka zwisła
- Melica onoei Franch. & Sav.
- Melica pappiana W.Hempel
- Melica parodiana Torres
- Melica patagonica Parodi
- Melica paulsenii Phil.
- Melica penicillaris Boiss. & Balansa – perłówka pędzelkowata[9]
- Melica persica Kunth – perłówka Jackquemonta[9]
- Melica picta K.Koch – perłówka kolorowa
- Melica poecilantha É.Desv.
- Melica porteri Scribn.
- Melica przewalskyi Roshev.
- Melica racemosa Thunb.
- Melica radula Franch.
- Melica rectiflora Boiss. & Heldr.
- Melica rigida Cav.
- Melica riograndensis Longhi-Wagner & Valls
- Melica sarmentosa Nees
- Melica scaberrima (Nees ex Steud.) Hook.f.
- Melica scabra Kunth
- Melica scabrosa Trin.
- Melica schafkati Bondarenko
- Melica schuetzeana W.Hempel
- Melica secunda Regel
- Melica serrana Muj.-Sall. & M.Marchi
- Melica smirnovii Tzvelev
- Melica smithii (Porter ex A.Gray) Vasey
- Melica spartinoides L.B.Sm.
- Melica spectabilis Scribn.
- Melica stricta Bol.
- Melica stuckertii Hack.
- Melica subflava Z.L.Wu
- Melica subulata (Griseb.) Scribn.
- Melica tangutorum Tzvelev
- Melica taylorii W.Hempel
- Melica teneriffae Hack. ex Christ – perłówka kanaryjska[9]
- Melica tenuis Arechav.
- Melica × thuringiaca Rauschert
- Melica tibetica Roshev.
- Melica torreyana Scribn.
- Melica transsilvanica Schur – perłówka siedmiogrodzka
- Melica trebinjensis Strobl
- Melica turczaninowiana Ohwi
- Melica × tzvelevii W.Hempel
- Melica uniflora Retz. – perłówka jednokwiatowa
- Melica violacea Cav.
- Melica virgata Turcz. ex Trin.
- Melica × weinii W.Hempel
- Melica yajiangensis Z.L.Wu